# 野球選手のものまねタレント一覧
野球選手のものまねタレント一覧（やきゅうせんしゅのものまねタレントいちらん）は、野球選手のものまねをネタにしているものまねタレントの一覧である。
また、レパートリーに野球選手のものまねがあるものまねタレントも含む。
※注釈には「ほか多数」のレパートリーやものまねタレントのふりがなが記載されている。

## あ行
- あいかわい翔 - 栗山英樹（そっ栗山英樹としてものまねをしている）、新庄剛志
- あしべ - 村上宗隆
- 明日江敏晃[注釈 1] - 今江敏晃、ラーズ・ヌートバー
- 新丼貴浩 - 新井貴浩
- あれ慎之助 - 阿部慎之助、小久保裕紀
- アントキの猪木（偽ジャパンでは野球選手のモノマネ芸人の扱いとして活動）
- アントニー（マテンロウ） - アルフレド・デスパイネ
- 石井ミカン - 吉田正尚（吉田まさかとしてものまねをしている）
- 石＃琢朗 - 石井琢朗
- 石田達也（ストロベリーロマンス） - 片岡保幸（ガタ岡としてものまねをしている）
- 井手口佳暉 - 大谷翔平（大谷似翔平としてものまねをしている）
- いでけん - 山本由伸（山本申伸[注釈 2]としてものまねをしている）
- 異大浩 - 李大浩
- 伊糖大海 - 伊藤大海
- 烏谷敬[注釈 3] - 鳥谷敬
- 英太郎 - 掛布雅之、長嶋茂雄、坂東英二
- エハラマサヒロ - 高岸宏行
- 大江健次（こりゃめでてーな） - ムーキー・ベッツ
- オオシロ大魔神 - 里崎智也（たけのこの里崎智也としてものまねをしている）
- 大道ノリ良し - 大道典嘉
- 小形正和（高橋小形） - アレファンドロ・ケサダ
- 奥州恭伸 - 奥川恭伸

## か行
- 梶他人 - 梶谷隆幸
- 金子似尋 - 金子千尋
- カネモッチ[1] - 金本知憲
- かみじょうたけし - 板東英二 ほか多数[注釈 4]
- 川野翔（サンライズ） - 村上宗隆（村上むね肉としてものまねをしている[注釈 5]） ほか多数[注釈 6]
- 神奈月 - 原辰徳 ほか多数[注釈 7]
- 菊池右星[注釈 8] - 菊池雄星
- きくっち - 菊池涼介
- 岸リトール孝之 - 岸孝之
- 銀似 - 銀次
- クロワッサン。 - 浅村栄斗、塩見泰隆、白井一幸、ラーズ・ヌートバー（ノートバーとしてものまねをしている）
- 桑田真似[注釈 9][2] - 桑田真澄
- ケート（舞々） - 周東佑京（周東うきょーんとしてものまねをしている）
- コージー冨田 - 掛布雅之、張本勲、板東英二
- 古賀シュウ - 中村紀洋
- ゴジーラ久山 - 松井秀喜（松井不出来[注釈 10]としてものまねをしている）
- こじまラテ - 西谷浩一
- コダマー（コダマペンギン） - ダルビッシュ有
- コデホ - 李大浩
- コロッケ - 長嶋茂雄

## さ行
- 西郷良司（モッツァレラ気分） - ウラディミール・バレンティン（バレンティソとしてものまねをしている）
- 斎藤佑髪 - 斎藤佑樹
- さかとも - 坂本勇人、高橋奎二
- 獅子孝之 - 岸孝之
- しまぞうZ（キャベツ確認中） - 上原浩治
- ジャンふじたに - 清宮幸太郎（リトル清宮としてものまねをしている）
- ジョージマン北 - 城島健司 ほか多数[注釈 11]
- 小瀬良大地 - 大瀬良大地
- スガモ智之 - 菅野智之、宮城大弥
- 杉浦双亮（360°モンキーズ） - マイク・イースラー ほか多数[注釈 12]
- 鈴木第一 - 鈴木大地
- セイギ（ボシマックス） - 佐藤一朗、丸田湊斗
- 関根勤 - 斎藤雅樹、長嶋茂雄、板東英二、松井秀喜
- ソエジマ隊員 - ダルビッシュ有、マット・マートン

## た行
- 山出雄大（ダークホース） - 掛布雅之 ほか多数[注釈 13]
- 大平サブロー（太平サブロー・シロー） - 板東英二
- 大平シロー（太平サブロー・シロー） - 掛布雅之、達川光男、板東英二
- 田崎佑一（藤崎マーケット） - 上甲正典
- タチロー - イチロー
- 田中小輔 - 田中広輔
- だいや - 牧原大成
- T-ALEX（サンライズ） -マニー・マチャド、トレバー・バウアー（太レバー・バウアーとしてものまねしている）、周東佑京、野茂英雄
- DH億 - 石井一久
- 時椿ユウタ（ざしきわらし） - 内川聖一（うちっかわとしてものまねをしている）
- どストライクきの[注釈 14] - 則本昂大（測本昂大[注釈 15]としてものまねをしている）、田中将大（顔モノマネ）
- トミサット（センチネル） - ランディ・アロサレーナ

## な行
- 中田de翔 - 中田翔
- にしむら（ナチョス。） - 山川穂高 ほか多数[注釈 16]
- ニセーヤ[注釈 17] - 鈴木誠也
- 似関本賢太郎 - 関本賢太郎
- ニッチロー - イチロー
- ノブ（ノブ&フッキー） - 板東英二

## は行
- 博多華丸（博多華丸・大吉） - 王貞治 ほか多数[注釈 18]
- パキオ[3] - 小笠原道大（小笠原ミニ大としてものまねをしている）
- はなわ - 松井稼頭央、松井秀喜
- ハラコ - 今永昇太
- 原口あきまさ - 達川光男、野村克也、板東英二
- 原辰 - 原辰徳
- ピークゆくた! - 甲斐拓也（拓也かい?としてものまねをしている）
- 膝小僧お仕置きストしんぺー - 宇田川優希（宇田川超優希としてものまねをしている）
- 秀吉（八福亭） - 伊藤光（伊藤ピカルとしてものまねをしている）
- 布施辰徳 - 野村克也、原辰徳
- フッキー（ノブ&フッキー） - 長嶋茂雄
- 不都合嘉智[注釈 19] - 筒香嘉智
- 富士川球児[4] - 藤川球児
- プリティ長嶋 - 長嶋茂雄
- フルカウント千葉（く～ぽん） - 鈴木誠也（鈴木しっかり誠也としてものまねをしている）、吉井理人
- ポジティブコウタ - 源田壮亮（エネルギー源田壮亮としてものまねをしている）
- ぼびぼびお - 山川穂高
- 堀江俊介（漫才56号） - 戸郷翔征（似郷翔征としてものまねをしている）

## ま行
- まーくん - 田中将大
- 前田大自然 - 大勢（体勢としてものまねをしている。普段はプロサッカー選手の前田大然のものまねをしている。）
- 牧田知丈 - 落合博満 ほか多数[注釈 20]
- まさかぐち智隆 - 坂口智隆
- 増谷キートン - ティム・リンスカム
- マチョ谷翔平 - 大谷翔平
- 松村邦洋[5] - 野村克也 ほか多数[注釈 21]
- マネケン - 前田健太、吉田正尚（吉田まね尚としてものまねをしている）
- まね田大和 - 大和
- マネモト - 金本知憲
- まるお - 小田幸平
- Mr.シャチホコ - 板東英二
- ミドル清原 - 清原和博
- ミニビッシュ - 大谷翔平、ダルビッシュ有
- 宮崎聖也（漫才56号） - 村上宗隆（小村上宗隆としてものまねをしている）
- 森本ちゃん（どんぴしゃ） - 王貞治
- もんモン - 近藤健介（こんど打つ健介としてものまねをしている）、度会隆輝（度笑隆輝[注釈 22]としてものまねをしている）

## や行
- 山内崇（360°モンキーズ） - 小田幸平、バスター・ポージー、吉永幸一郎
- 山田ゲスト - 山田哲人
- 山田別人 - 山田哲人
- ヤマちゃん - 江川卓
- ゆうぞう - 中村剛也、板東英二
- 横山アッチ - 岡本和真（おかもっととしてものまねをしている）、鳥谷敬（小鳥谷としてものまねをしている。普段は石川不遼としてプロゴルファーの石川遼のものまねをしている。）

## ら行
- リトル清原 - 清原和博

## わ行
- 渡部おにぎり（金の国） - 近藤健介